# Ляймберг, Семён Яковлевич
Соломон Яковлевич Ляймберг (Ляйнберг) (укр. Соломон Якович Ляймберг; 27 июля 1891, Тернополь — 9 апреля 1938, Ленинград) — украинский и советский военный деятель.

## Биография
По национальности еврей. Выпускник 1-й Тернопольской гимназии, затем окончил юридический факультет Львовского университета (1914). С началом Первой мировой войны прошёл ускоренную подготовку в школе офицеров, затем служил в 15-м пехотном полку армии Австро-Венгрии в звании поручика. После провозглашения независимости ЗУНР возглавил еврейскую милицию города Тарнополь по просьбе офицеров-евреев, желавших прекратить погромы со стороны поляков.
В июне 1919 года после одобрения Осипа Микитки Ляймберг был назначен командиром новосозданного Еврейского куреня прорыва 1-го Галицкого корпуса. Отличался неоднократно в боях с поляками, его курень в августе 1919 года взял Михальполь, а в 1920 году обеспечивал отход войск Украинской Галицкой Армии из Киева. Затем воевал в составе вооружённых сил, подчинявшихся С.Петлюре и А. И. Деникину. Ряд источников утверждает, что в это время Ляйнберг и погиб, попав в польский плен.
В 1921 году был принят в ВКП(б), был начальником радиочасти 4-го разведуправления штаба РККА, затем помощником инспектора связи РККА. После 1930 года руководил лабораторией в Радиоуправлении штаба РККА, занимавшейся обеспечением радиосвязью внешней разведки. Проживал в Москве, согласно данным НКВД, по адресу: Смоленский бульвар, д. 53, кв. 98.
В 1933 году Семён Ляймберг был арестован по обвинению в антисоветской деятельности и был приговорён к 3 годам тюрьмы. После освобождения работал заведующим радиоузла Беломоро-балтийского комбината в Карелии. 3 октября 1937 был снова арестован и на этот раз приговорён к расстрелу. Приговор приведён в исполнение 9 апреля 1938 года.
Имя Ляймберга носит улица во Львове (укр. вулиця Ляйнберга).
В январе 2013 года по инициативе Всеукраинского движения «Тризуб» во главе с Дмитрием Ярошем был начат сбор денег на сооружение памятника Ляймбергу в Тернополе.